# Obitel-Halbinsel
Die Obitel-Halbinsel (bulgarisch полуостров Обител poluostrow Obitel) ist eine größtenteils vereiste, 6,9 km lange und 6,6 km breite Halbinsel im Nordwesten der Anvers-Insel im Palmer-Archipel vor der Westküste der Antarktischen Halbinsel. Sie trennt den Hamburghafen von der Perrier-Bucht. Im Westen endet sie im Bonnier Point, im Norden im Giard Point.
Britische Wissenschaftler kartierten sie 1980. Die bulgarische Kommission für Antarktische Geographische Namen benannte sie 2013 nach der Ortschaft Obitel im Nordosten Bulgariens.